# パセリ (テレビドラマ)
パセリ（Parsley）は2007年10月から独立UHF系全13局にて放送されていた連続テレビドラマ。全13話だが、最終話の次は総集編のため、実質全12回である。映画化、漫画化が告知されている。
このドラマのコンセプトは「ロッケンロールな学園青春ドラマ!」。

## あらすじ
舞台は静岡県のとある片田舎。女子高生ながらロックバンド「アーク・リバイブ」のギタリストとして活躍していた山田瀬利奈（黒川芽以）。しかし、バンドは半月前に解散。周囲が就職活動や大学受験などで慌しい生活を送る中、一人目標を見失っていた。そこに東京都で単身生活をしていたバンマスのニーコ（本人役）から手紙が届く。東京で着実に自分の路を歩んでいるニーコに対し、くすぶっている自分が辛くなる瀬利奈。バンドを引退して家業を継いだ佐藤祐一（岸田健作）に相談するが、なかなか最後の一歩を踏み出せない。そんな折、生活指導の担任教師と揉め、勢いで「プロになる」と宣言してしまう。自分のバンドを作る決意をする瀬利奈だったが、周囲には音楽経験のある人材がいなかった。それでも諦めず、仲間を集める瀬利奈。かくして、素人の寄せ集めロックバンドが結成された。

## キャスト
- 山田瀬利奈：黒川芽以
- 伊達奈緒子：柚月美穂
- 氷川梨花：柳沢なな
- 古森若菜：名塚佳織
- 佐藤祐一：岸田健作
- 都筑翔太：松田悟志
- 高村忍：加藤晴彦
- ニーコ：ニーコ
- 天宮涼：清水園美
- 今田麗：安部智凛
- 尾藤千夏：青山愛子
- 末野理沙：坂口景子
- 遠野由美：安間里恵
- 山田博樹：田中実（特別出演）
- 山田由希子：森口博子（特別出演）
- 伊達貫児：武智健二
- 富山京一：松山鷹志

## スタッフ
- エグゼクティブ・プロデューサー：仙波修
- プロデューサー：芳田学
- アソシエイション・プロデューサー：桜井重和
- 音楽プロデューサー：浅井透
- 制作コーディネーター：中島弘輔
- 監督・脚本・編集：林正明
- 撮影：三栗谷博
- 照明：西表灯光
- 録音：西岡正巳
- 美術：上村鮎美
- スクリプター：牧野千恵子
- 監督助手：平野勝利、原好裕
- CA：船渡友海
- VE：高井佑二
- 照明助手：米丸幸久、高崎信、中山敬太
- 録音助手：谷正
- 美術助手：飯束優子
- メイク・スタイリスト：吉末尚之、平岡真実、斎藤美沙紀、石川、根本
- 制作主任：平増邦秀
- 制作進行：赤間皇至
- メイキング監督・撮影・編集：小野寺昭憲
- 技術プロデュース：近藤峰夫
- 技術協力：株式会社アーク・ビデオ
- 音楽：長岡祐寛
- 音響効果：藤本淳
- MA：石高幹士
- MA助手：都築寿文
- 編集・MA・仕上げ：峰尾研究所
- 制作協力：KBS京都
- 制作・著作：パセリ制作委員会

## 主題歌
アーティスト：少年カミカゼ
- オープニング：「HELLOW.SWEET ～陽の当たる坂道～」
- エンディング：「SOSアイデンティティ」

## 放送局
- ハイビジョン制作（アナログは原則サイドカット(アップコンバート放送)）
- 編成の都合などで放送を休止した局もある。

| 放送地域 | 放送局       | 放送期間                       | 放送日時                 | アナログ放送のサイズ | 備考               |
| -------- | ------------ | ------------------------------ | ------------------------ | -------------------- | ------------------ |
| 奈良県   | 奈良テレビ   | 2007年10月2日 - 2007年12月25日 | 火曜 18時30分 - 19時00分 |                      |                    |
| 東京都   | TOKYO MX     | 2007年10月2日 - 2007年12月25日 | 火曜 23時30分 - 24時00分 | 16:9レターボックス   |                    |
| 千葉県   | チバテレビ   | 2007年10月3日 - 2007年12月26日 | 水曜 19時00分 - 19時30分 | 4:3サイドカット      |                    |
| 栃木県   | とちぎテレビ | 2007年10月3日 - 2007年12月26日 | 水曜 23時35分 - 24時05分 |                      |                    |
| 岐阜県   | 岐阜放送     | 2007年10月3日 - 2007年12月26日 | 水曜 24時15分 - 24時45分 | 4:3サイドカット      |                    |
| 群馬県   | 群馬テレビ   | 2007年10月4日 - 2007年12月27日 | 木曜 19時30分 - 20時00分 |                      |                    |
| 滋賀県   | びわ湖放送   | 2007年10月4日 - 2007年12月27日 | 木曜 24時20分 - 24時50分 |                      |                    |
| 兵庫県   | サンテレビ   | 2007年10月4日 - 2007年12月27日 | 木曜 24時40分 - 25時10分 | 4:3サイドカット      |                    |
| 神奈川県 | tvk          | 2007年10月5日 - 2008年1月4日   | 金曜 21時00分 - 21時30分 | 4:3サイドカット      |                    |
| 埼玉県   | テレ玉       | 2007年10月5日 - 2007年12月28日 | 金曜 21時00分 - 21時30分 | 4:3サイドカット      |                    |
| 和歌山県 | テレビ和歌山 | 2007年10月5日 - 2007年12月28日 | 金曜 22時00分 - 22時30分 |                      |                    |
| 京都府   | KBS京都      | 2007年10月5日 - 2007年12月28日 | 金曜 22時30分 - 23時00分 | 4:3サイドカット      | 制作協力局         |
| 三重県   | 三重テレビ   | 2007年10月19日 - 2008年1月11日 | 金曜 24時30分 - 25時00分 | 4:3サイドカット      |                    |
| 北海道   | 北海道放送   | 2008年9月5日 - 2008年11月21日  | 金曜 25時55分 - 26時25分 | 16:9レターボックス   | （TBS系列）        |
| 宮城県   | 仙台放送     | 2009年4月9日 -2009年7月2日     | 木曜 25時45分 - 26時15分 | 16:9レターボックス   | （フジテレビ系列） |

## スポンサー
- ビクターエンタテインメント
- 日清食品（第07話から）

## 漫画版
コミック・ガンボ2007年第45号から隔週で漫画版が連載されていたが、同誌の休刊（発行元のデジマの倒産）により2話で連載休止。全8話の予定だった。（原作：Parsley制作委員会、作画：星野小麦）